# Oxalis bulbillifera
Oxalis bulbillifera är en harsyreväxtart som beskrevs av X.S.Shen & Hao Sun. Oxalis bulbillifera ingår i släktet oxalisar, och familjen harsyreväxter. Inga underarter finns listade i Catalogue of Life.